# Beute (Roman)
Beute (im Original Prey) ist der Titel eines Romans von Michael Crichton aus dem Jahr 2002. Der Roman befasst sich mit den potenziellen Risiken des aktuellen Forschungsgebietes der Nanotechnologie. Das englische Wort prey beschreibt die Räuber-Beute-Beziehung, meist im Sinne von Raubtier.

## Handlungsübersicht
Der ehemalige Informatiker und jetzige Hausmann Jack wird in die Wüste von Nevada gerufen, wo ein Unternehmen im Auftrag des US-Militärs Miniatur-Überwachungsanlagen bauen soll, die auf organischen Mini-Strukturen basieren. Menschliches Versagen hat hier zu einer Katastrophe geführt, die sich auszubreiten droht. Denn die künstlichen Maschinen-Organismen sind entwichen und drohen nun ihrerseits Jagd auf den Menschen zu machen. Jack stellt bei seinen Nachforschungen allerdings fest, dass die entwichenen „Schwärme“ synthetischer Lebewesen nicht die einzige Gefahr für ihn und seine, bald von der Außenwelt abgeschnittenen, Kollegen sind: Eine weitere kommt von innen – aus den eigenen Reihen. Ein Wettlauf mit der Zeit beginnt.

## Handlung
Der Programmierer Jack Foreman wurde wegen eines Korruptionsskandals, mit dem er selbst aber nichts zu tun hatte, entlassen. Nun ist er ein gewöhnlicher Hausmann und auf der Suche nach einer neuen Arbeit. Da seine Frau Julia, eine ehemalige Kinderpsychologin, merkwürdige Verhaltensweisen zeigt, kommt Jack der Verdacht, dass sie fremdgehen würde. Dann findet er auch noch einen seltsamen Würfel in seiner Wohnung mit der Aufschrift „SSVT Unit“. In dieser Situation bekommt er von einem ehemaligen Kollegen das Angebot, seinem alten Team bei einem Problem zu helfen. Als Jacks Frau schließlich bei einem Verkehrsunfall verletzt wird, und Jack von einem Lieferwagen mit der Aufschrift „SSVT“ beschattet wird, beschließt er, das Angebot seines alten Arbeitgebers anzunehmen und als Berater für sein altes Programmiererteam in einer Fertigungsanlage in Nevada zu arbeiten.
In Nevada angekommen erfährt Jack, dass es der Firma gelungen ist, sehr viele Nanoroboter in kurzer Zeit herzustellen, die sich zu einer großen Kamera formieren können. Diese Nanoroboter werden mit Hilfe von genmanipulierten Bakterien hergestellt und beruhen auf einem Programm, das Jack geschrieben hatte.
Angeblich durch einen fehlerhaften Wartungsschlitz konnten jedoch sehr viele Nanoroboter in die Außenwelt gelangen. Sie haben Schwärme gebildet und jagen nun kleinere Tiere. Diese Schwärme können allerdings nicht in die luftdicht versiegelte Fertigungsanlage eindringen.
Jack ist zunächst davon überzeugt, dass die Nanomaschinen nach einer genügend langen Wartezeit korrodieren oder zerfallen werden. Trotzdem will er dem Team helfen, die Schwärme zu vernichten. Die Nanoroboter sind mit einer „Piezozelle“ ausgerüstet, mit der sie aus Sonnenlicht Energie erzeugen können. (Eine echte Piezozelle tut dies nicht, Crichton meint wahrscheinlich eine Solarzelle.) Daher sinken sie nachts zu Boden und sind inaktiv. Um die Schwärme in der Nacht finden zu können, will Jack sie mit einem radioaktiven Isotop besprühen. Dieses Isotop ist jedoch außerhalb der sicheren Anlage in einem Depot untergebracht. Da gerade starker Wind herrscht, der die fliegenden Nanoroboter wegbläst, macht sich ein kleines Team mit Jack auf den Weg, um das Isotop aus dem Depot zu holen. Als sie allerdings in dem Depot sind, flaut der Wind ab und die Schwärme kommen.
Das Team kann den Schwärmen nur knapp entkommen und nicht alle Mitglieder überleben. Dabei machen sie beunruhigende Entdeckungen: Der Schwarm kann Bilder darstellen und imitieren. Und sie können durch Verstopfen der Luftröhre Menschen und Tiere töten.
Abends bemerken die Forscher außerhalb des Gebäudes eine Person. Es ist aber kein Mensch, sondern ein Schwarm, der nun intelligent genug ist, um ganze Menschen zu imitieren. Daraufhin fahren drei der Forscher bei Sonnenuntergang los, um die Schwärme zu finden und mit Thermit zu verbrennen.
Sie finden eine Höhle, in der die Schwärme leben und dank eines lichterzeugenden Bakteriums auch nachts aktiv sind. In einer Art Brutkammer werden mit Hilfe der genmanipulierten Bakterien immer neue Nanoroboter gebaut. Es gelingt den Forschern, die gesamte Höhle samt der Brutkammer mit Thermit und einem Fahrzeug zu sprengen.
Zurück in der Forschungsanlage bekommt Jack Besuch von Julia. Er ist jedoch wütend darüber, wie unverantwortlich sie und die anderen mit den Schwärmen umgegangen waren. Da Julia mit dem Schwarm kommunizieren wollte, hat sie die Bildung einer Intelligenz vorangetrieben, anstatt die Schwärme zu vernichten, als es noch wenige „Dumme“ waren.
Schließlich wird ein Teammitglied namens Charlie tot in einem luftdichten Raum gefunden, zusammen mit einem weiteren Schwarm. Die Reaktion der Anderen erscheint Jack jedoch gekünstelt und übertrieben. Später sieht er sich mit einer ehemaligen Biologin namens Mae die Überwachungskameras an, da er herausfinden will, ob Julia mit einem seiner Kollegen ein Verhältnis hat. Als sie sehen, wie Charlie gestorben ist, erkennen sie, dass Julia und die anderen längst von superintelligenten Schwärmen beherrscht werden, die mittlerweile Menschen beinahe perfekt imitieren können.
Um zu überleben, leiten beide Phagen in die Fertigungsanlage. Phagen sind bakterienattackierende Viren, die die Filter verstopfen und Methan freisetzen sollen. Dieses ist hochexplosiv und soll explodieren. Gleichzeitig schüttet Jack die Phagen in die Sprinkleranlage, woran die Schwärme ihn hindern wollen, es aber nicht schaffen. Als er versucht, mit einem Feuerzeug die Sprinkleranlage auszulösen, muss er feststellen, dass Julia Sicherheitsmechanismen ausgeschaltet hat und sein Plan zu scheitern droht. Julia will ihn dazu überreden, sich auch von einem Schwarm kontrollieren zu lassen und als er sich weigert, sperrt sie ihn in einem Raum mit einem starken Magneten, der sich in absehbarer Zeit selbst durch sein eigenes Feld zerreißen wird und Jack töten würde. Jack gelingt es durch einen Trick Julia in den Raum zu locken. Dort wird der Schwarm durch das Magnetfeld von ihr abgezogen und Jack bemerkt, dass Julia ohne den Einfluss des Schwarms sehr schwach und hilflos ist. So kann Jack aus dem Raum entkommen, wird aber sofort von den menschlichen Schwärmen verfolgt. Da noch immer alle Sicherheitsmechanismen ausgeschaltet sind, kommt es zur Bildung von Methan, das jederzeit explodieren kann. Jack und Teammitglied Mae müssen sich beeilen, um aus der Anlage zu fliehen, bevor das Methan explodiert. Dies gelingt ihnen im letzten Moment und sie erleben eine gewaltige Explosion, die durch das Thermit verstärkt wurde. Der gesamte Komplex wird dabei vernichtet und nur Jack und Mae überleben als Einzige.
Am Ende stellt sich heraus, dass die Schwärme absichtlich in die Außenwelt entlassen wurden, damit sie lernen und ein bestimmtes Problem von selbst lösen. Das bestärkt Jacks Kritik an dem verantwortungslosen und allzu überheblichen Umgang mit der Technik.

## Thema
Die Handlung beruht auf dem Gedanken, dass freigesetzte Nanoroboter im Schwarm über ähnliche Eigenschaften verfügen wie staatenbildende Insekten. In Verbindung mit Selbstreplikationsfähigkeit entwickeln die Nanoroboter dank individuell weiterentwickelbarer künstlicher Intelligenz unvorhersehbare Anpassungsstrategien und damit Gefährdungspotential für biologische Lebensformen („Graue-Schmiere-Szenario“). Weiterhin wird auch auf technische Details wie Produktion von Nanomaschinen und ihre Probleme, Agentenprogrammierung und künstliche Intelligenz eingegangen. Hierbei wird die Programmierung von verteilten Agentensystemen als Weg gesehen, künstliche Intelligenz oder künstliches Leben zu realisieren. Ein weiteres Mal greift Crichton das bereits bei Jurassic Park auftauchende Thema der Unberechenbarkeit neuer Technologien auf.

## Kritik
Die Frankfurter Allgemeine Zeitung schrieb: „Bei Crichton gehorche die Story den üblichern Konfliktmustern und Regeln klassischer Science Fiction- oder Horrorfilme - Happy End inklusive. Nur ein Amerikaner beziehungsweise ein Autor wie Crichton könne wohl so unbefangen zwischen Pampers und Apokalypse, Häuslichkeit und technologischem Irrsinn hin- und herspringen, sinniert Halter; aus dieser Spannung und dem insgesamt nicht unrealistischen Szenario beziehe "Beute" seine Wirkung - auf begrenzte Zeit.“
In der Neuen Zürcher Zeitung hieß es dazu: „Spannung kann Flessner dem Roman nicht absprechen, ‚thematisches Neuland‘ allerdings habe der Autor nicht betreten.“
„Die Romane von Michael Crichton, allesamt Bestseller, gehorchen noch der guten alten Drehbuchregel, dass eine Handlung in vier Sätzen zu schildern sein muss.“ „Ein Gutes hat der Roman vielleicht doch, […] das sei die ernüchternde Einsicht, dass es wohl doch kaum noch etwas gebe, was sich zu retten lohne.“
„Die desaströse Schlampigkeit der zweiten Buchhälfte lässt sich auch in der Figurenzeichnung verfolgen. Während Jack Forman als sympathischer Protagonist sorgfältig aufgebaut wird und überzeugen kann, agieren in der Wüste Nevadas ausschliesslich eindimensionale Pappkameraden. Die nanotechnisch aufgerüstete Julia ist eine reine Lachnummer, ihr Ende nicht tragisch, sondern plump auf den (Schau-) Effekt getrimmt und absolut kalt lassend.“